# Centrais Elétricas de Santa Catarina

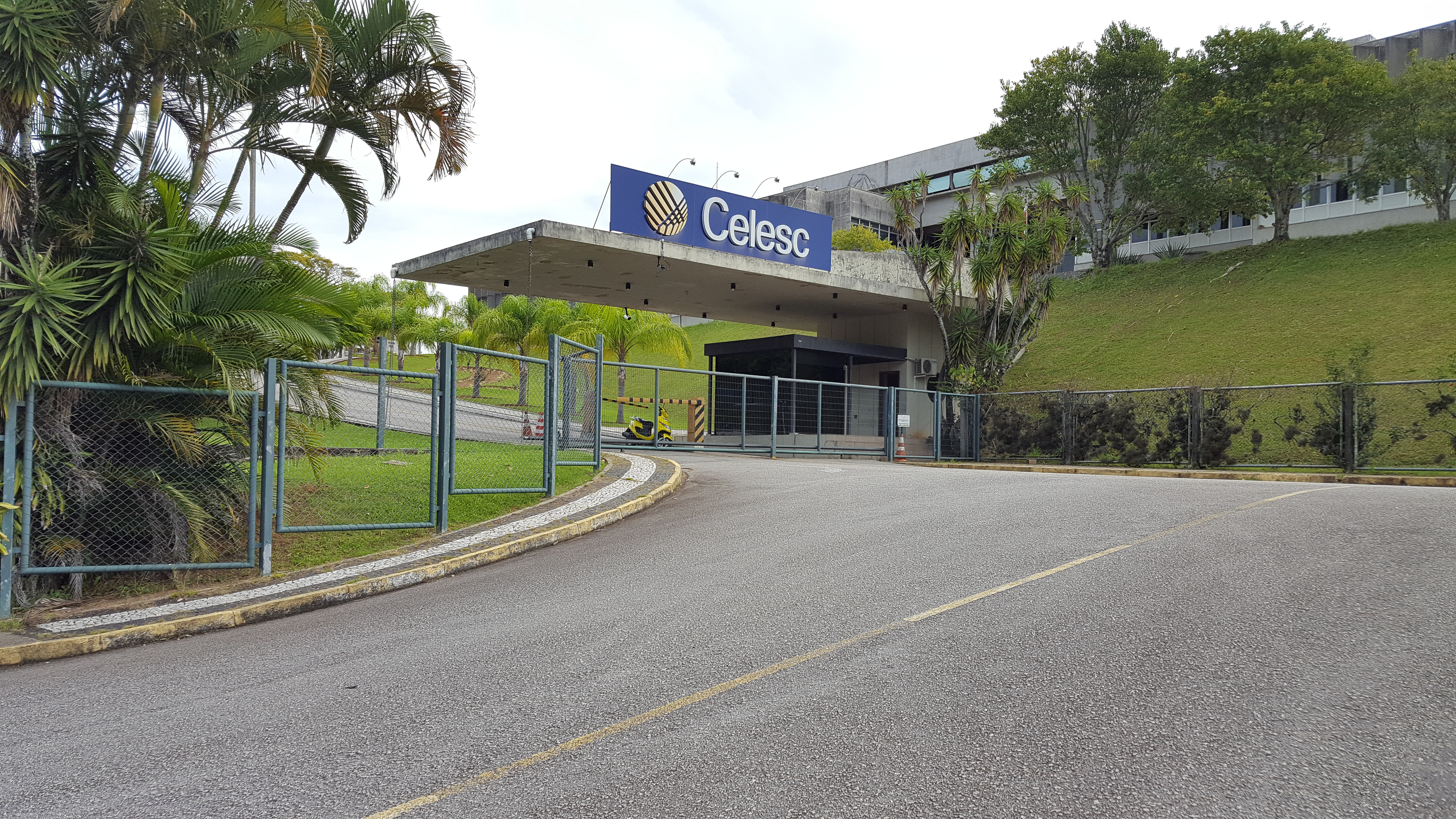

Centrais Elétricas de Santa Catarina (Celesc) est une entreprise de production et de distribution d'électricité située au Brésil dans l'état de Santa Catarina.